# 有段石錛
石錛是一種用來做木工或刨削木材的器物，常見於臺灣新石器時代的考古遺址。石錛一般呈長方形，從側面看起來像是梯形，而梯形斜邊的銳角部分為石錛的刃部，自刃部斜削而上的面稱作「刃面」。石錛依其外形可區分成不同類型，有段石錛即為其中一種。有段，指的是相對於刃面之「錛背」不是平面的，而是呈現一個兩級的階梯狀，因形制奇特且具特殊文化意義，而受到注目。

## 器物功用
臺灣目前發現的有段石錛都是磨製而成的石器，因此做工相當精細，而把錛背做成有段的形狀，有利於將石錛用繩索更牢靠地固定於木柄上，並增強手臂揮動的力度，以提高工作的效率。

## 分布概況
目前為止，臺灣出土有段石錛的考古遺址並不多，主要以北部地區的遺址為主，包括臺北市的鳳山遺址、新北市的大坌坑遺址，此外還有植物園遺址、狗蹄山遺址、潭底遺址、大園尖山遺址、斬龍山遺址等，於大坌坑文化、圓山文化及植物園文化等文化層中皆有發現。

## 來源探討
知名考古學家宋文薰曾對有段石錛在亞洲東部的分布做過討論，發現從中國長江以南一直到東南亞都有石錛分布，其中有段石錛則主要分布於江南的北部。此外，根據器物外形比較，中南半島區域所製作的石錛不做成「有段」的形狀，而是「有肩石錛」的樣子，然而從中南半島以北到了中國或臺灣一帶則形成「有肩石斧」。經由器物分布現象進行比對，宋文薰判斷臺灣出現有段石錛的圓山文化可能與廣東沿海區域有密切關係。
近年來亦有學者比較臺灣北部及南部的大坌坑文化遺址之器物出土情形，提出北部出現有段石錛，但不見有肩石斧，與河姆渡文化有較近的類緣性；而南部的南關里遺址出現有肩石斧，卻不見有段石錛，與中國福建、廣東地區則有較強的類似性。

## 延伸閱讀
1. 洪曉純，《臺灣、華南和菲律賓之石錛研究》，國立臺灣大學人類學研究所碩士論文，2000。
2. 陳有貝、温天賜，《臺北市政府捷運工程局臺北都會區大眾捷運系統萬大─中和─樹林線（第二期工程）－斬龍山直轄市定考古遺址列冊範圍調查：期末報告書》，中興工程顧問有限公司委託國立臺灣大學人類學系研究執行，2021。
3. 簡史朗、郭素秋，《斬龍山考古遺址出土遺物整理暨研究報告計畫：期末報告書（二次修正版）》，文化部文化資產局委託社團法人台灣打里摺文化協會，2019。